# 于得水
于得水（1906年—1967年2月16日），原名于作海，曾化名于海、高德胜、刘二伦、林德胜等。山东文登人，中国人民解放军大校。

## 生平
1933年加入中国共产党，同年加入中国工农红军。1935年，组织参与一一·四暴动，并之后历任中国工农红军胶东游击队特务大队长等职。抗日战争爆发后，组织天福山起义，并历任山东人民抗日救国军第三军第一大队长，山东胶东五支队营长、团长、胶东五旅十四团团长，胶东东海军分区副司令员兼专员，1942年7月担任胶东东海军分区司令员兼烟台、威海警备司令。第二次国共内战期间，担任胶东军区人武部第一副部长。
中华人民共和国成立后，历任浙江台州军分区司令员；1950年—1961年8月，担任浙江省军区后勤部副长、建筑工程处主任等职。1955年，被授予大校军衔。1961年，由部队转业到地方工作后，担任安徽省民政厅副厅长，安徽省第三届政协常务委员。文化大革命中受到迫害，1967年2月15日，死于狱中，终年六十二岁。